# Мелтон, Де’Энтони
Де’Энтони Мелтон (англ. De'Anthony Melton, род. 28 мая 1998, Северный Голливуд, Калифорния) — американский профессиональный баскетболист, выступающий за клуб НБА «Бруклин Нетс». Играет на позиции атакующего защитника и разыгрывающго защитника.

## Профессиональная карьера

### Финикс Санз (2018–2019)
Мелтон был выбран под 46-м номером клубом «Хьюстон Рокетс» на драфте НБА 2018 года. Он играл за «Рокетс» во время Летней лиги НБА 2018 года в Лас-Вегасе. В пяти играх Мелтон набирал 16,4 очков, делал 7,2 подбора, 4,0 передачи и 3,0 перехвата за игру. Его лучшая игра на турнире состоялась 9 июля, где он набрал 26 очков, сделал 10 подборов и 5 передач в выигранном со счётом 104–90 матче против «Лос-Анджелес Клипперс». 31 августа Мелтон был обменян вместе с Райаном Андерсоном в «Финикс Санз» на Брэндона Найта и Маркеса Крисса. Мелтон подписал контракт с «Санз» 21 сентября. Он дебютировал в НБА в составе «Санз» 22 октября 2018 года в матче, проигранном «Голден Стэйт Уорриорз» со счётом 123–103. 3 ноября 2018 Мелтон был отправлен в «Нортерн Аризона Санз», команду развития «Финикса» в Джи-Лиге, на их первую игру сезона. Он сыграл одну игру, и был отозван обратно в «Финикс» на следующий день.
4 декабря Мелтон установил личный рекорд в НБА, набрав 21 очко в проигранном со счётом 122–105 матче против «Сакраменто Кингз». 12 января 2019 года в выигранном матче против «Денвер Наггетс» он установил личный рекорд по результативным передачам (10). 24 января Мелтон получил растяжение связок правой лодыжки, из-за чего он выбыл из строя почти на месяц, прежде чем ненадолго вернуться в Джи-Лигу 20 февраля, а затем три дня спустя сыграл в НБА против «Атланты Хокс».
Мелтон был вторым в НБА по перехватам среди новичков в сезоне 2018/2019 (1,36 в среднем за игру). Когда Мелтон был на паркете, он делал перехваты чаще, чем любой другой игрок в НБА, заняв 1-е место с 3,3 перехватами на 100 владений (минимум 700 минут игры). Среди новичков, которые выходили на поле в большинстве своих матчей Мелтон со своими 3,3 перехвата на 100 владений занял шестое место за всю историю НБА показателем за все время в базе данных Basketball-Reference.

### Мемфис Гриззлис (2019–2022)
7 июля 2019 года «Санз» обменяли Мелтона, Джоша Джексона и два выбора второго раунда в «Мемфис Гриззлис» на Джевона Картера и Кайла Корвера. Мелтон дебютировал в «Гриззлис» 23 октября, отдав две результативные передачи в проигранной со счётом 120–101 игре против «Майами Хит». 20 февраля 2020 года он набрал рекордные в сезоне 24 очка, а также шесть подборов и три результативные передачи в проигранной со счётом 129–125  игре против «Сакраменто Кингз».
22 ноября 2020 года Мелтон вновь подписал контракт с «Гриззлис» на 4 года на сумму 34,6 млн долларов. 19 апреля 2021 года он набрал рекордные для сезона 25 очков, а также восемь подборов, шесть передач и пять перехватов в проигранном в овертайме со счётом 139–137 матче против «Денвер Наггетс». Мелтон помог «Гриззлис» впервые с 2017 года выйти в плей-офф, и в серии первого раунда они встретились с командой «Юта Джаз», которая была первой сеяной командой. Мелтон дебютировал в плей-офф 23 мая 2021 года, сделав два подбора и две передачи в победной игре 112–109. «Гриззлис» в итоге проиграли серию в пяти играх.
26 марта 2022 года Мелтон набрал рекордные для сезона 24 очка, а также три подбора, две передачи и три перехвата в победной игре со счётом 127–102 над «Милуоки Бакс». «Гриззлис» вышли в плей-офф второй сезон подряд и встретились с «Миннесотой Тимбервулвз» в первом раунде. «Гриззлис» в конечном итоге были выбиты будущими чемпионами, «Голден Стэйт Уорриорз», во втором раунде.

### Филадельфия Севенти Сиксерс (2022–2024)
24 июня 2022 года Мелтон был обменян в «Филадельфию Севенти Сиксерс» на Дэнни Грина и драфт-права на Дэвида Родди. Мелтон дебютировал в «Севенти Сиксерс» 18 октября, набрав пять очков в проигранном со счётом 126–117 матче против «Бостон Селтикс».
Мелтон получил травму спины в сезоне 2023/2024, из-за которой он сыграл всего 38 игр. Мелтон достиг наивысших в карьере показателей по проценту попаданий штрафных бросков (83,5%) и очкам за игру (11,1), при этом повторив рекордные показатели по перехватам за игру (1,6).

### Голден Стэйт Уорриорз (2024)
8 июля 2024 года Мелтон подписал контракт с «Голден Стэйт Уорриорз». В 6 играх (2 в старте) за «Уорриорз» он в среднем набирал 10,3 очка, 3,3 подбора и 2,8 результативных передач. 20 ноября было объявлено, что Мелтону потребуется операция для восстановления частично разорванной передней крестообразной связки и он больше не сыграет в сезоне 2024/2025.

### Бруклин Нетс (2024–настоящее время)
15 декабря 2024 года Мелтон был обменян вместе с Рисом Бикманом и тремя незащищенными выборами во втором раунде драфта в «Бруклин Нетс» на Денниса Шрёдера и выбор во втором раунде драфта 2025 года.

## Статистика

### Статистика в НБА
| Сезон                                                                                    | Команда      | Регулярный сезон | Регулярный сезон | Регулярный сезон | Регулярный сезон | Регулярный сезон | Регулярный сезон | Регулярный сезон | Регулярный сезон | Регулярный сезон | Регулярный сезон | Регулярный сезон | Серия плей-офф | Серия плей-офф | Серия плей-офф | Серия плей-офф | Серия плей-офф | Серия плей-офф | Серия плей-офф | Серия плей-офф | Серия плей-офф | Серия плей-офф | Серия плей-офф |
| Сезон                                                                                    | Команда      | GP               | GS               | MPG              | FG%              | 3P%              | FT%              | RPG              | APG              | SPG              | BPG              | PPG              | GP             | GS             | MPG            | FG%            | 3P%            | FT%            | RPG            | APG            | SPG            | BPG            | PPG            |
| ---------------------------------------------------------------------------------------- | ------------ | ---------------- | ---------------- | ---------------- | ---------------- | ---------------- | ---------------- | ---------------- | ---------------- | ---------------- | ---------------- | ---------------- | -------------- | -------------- | -------------- | -------------- | -------------- | -------------- | -------------- | -------------- | -------------- | -------------- | -------------- |
| 2018/19                                                                                  | Финикс       | 50               | 31               | 19,7             | 39,1             | 30,5             | 75,0             | 2,7              | 3,2              | 1,4              | 0,5              | 5,0              | Не участвовал  | Не участвовал  | Не участвовал  | Не участвовал  | Не участвовал  | Не участвовал  | Не участвовал  | Не участвовал  | Не участвовал  | Не участвовал  | Не участвовал  |
| 2019/20                                                                                  | Мемфис       | 60               | 8                | 19,5             | 40,1             | 28,6             | 76,9             | 3,7              | 2,9              | 1,3              | 0,3              | 7,6              | Не участвовал  | Не участвовал  | Не участвовал  | Не участвовал  | Не участвовал  | Не участвовал  | Не участвовал  | Не участвовал  | Не участвовал  | Не участвовал  | Не участвовал  |
| 2020/21                                                                                  | Мемфис       | 52               | 1                | 20,1             | 43,8             | 41,2             | 80,4             | 3,1              | 2,5              | 1,2              | 0,6              | 9,1              | 5              | 0              | 16,7           | 35,5           | 30,0           | 60,0           | 3,2            | 1,0            | 0,2            | 0,8            | 6,2            |
| 2021/22                                                                                  | Мемфис       | 73               | 15               | 22,7             | 40,4             | 37,4             | 75,0             | 4,5              | 2,7              | 1,4              | 0,5              | 10,8             | 10             | 0              | 17,0           | 32,3           | 25,0           | 75,0           | 3,1            | 1,6            | 1,0            | 0,5            | 5,6            |
| 2022/23                                                                                  | Филадельфия  | 77               | 58               | 27,9             | 42,5             | 39,0             | 79,3             | 4,1              | 2,6              | 1,6              | 0,5              | 10,1             | 11             | 0              | 24,9           | 38,3           | 38,8           | 75,0           | 3,3            | 1,6            | 1,2            | 0,8            | 7,9            |
| 2023/24                                                                                  | Филадельфия  | 38               | 33               | 26,9             | 38,6             | 36,0             | 83,5             | 3,7              | 3,0              | 1,6              | 0,4              | 11,1             | 1              | 0              | 7,2            | 0,0            | 0,0            | -              | 1,0            | 1,0            | 0,0            | 0,0            | 0,0            |
| 2024/25                                                                                  | Голден Стэйт | 6                | 2                | 20,2             | 40,7             | 37,1             | 62,5             | 3,3              | 2,8              | 1,2              | 0,3              | 10,3             | Не участвовал  | Не участвовал  | Не участвовал  | Не участвовал  | Не участвовал  | Не участвовал  | Не участвовал  | Не участвовал  | Не участвовал  | Не участвовал  | Не участвовал  |
|                                                                                          | Всего        | 356              | 148              | 22,9             | 41,0             | 36,9             | 77,9             | 3,7              | 2,8              | 1,4              | 0,5              | 9,1              | 27             | 0              | 19,8           | 35,2           | 31,3           | 70,6           | 3,1            | 1,5            | 0,9            | 0,7            | 6,4            |
| Наведите курсор мыши на аббревиатуры в заголовке таблицы, чтобы прочесть их расшифровку. |              |                  |                  |                  |                  |                  |                  |                  |                  |                  |                  |                  |                |                |                |                |                |                |                |                |                |                |                |

### Статистика в Джи-Лиге
| Сезон                                                                                    | Команда              | Регулярный сезон | Регулярный сезон | Регулярный сезон | Регулярный сезон | Регулярный сезон | Регулярный сезон | Регулярный сезон | Регулярный сезон | Регулярный сезон | Регулярный сезон | Регулярный сезон | Серия плей-офф | Серия плей-офф | Серия плей-офф | Серия плей-офф | Серия плей-офф | Серия плей-офф | Серия плей-офф | Серия плей-офф | Серия плей-офф | Серия плей-офф | Серия плей-офф |
| Сезон                                                                                    | Команда              | GP               | GS               | MPG              | FG%              | 3P%              | FT%              | RPG              | APG              | SPG              | BPG              | PPG              | GP             | GS             | MPG            | FG%            | 3P%            | FT%            | RPG            | APG            | SPG            | BPG            | PPG            |
| ---------------------------------------------------------------------------------------- | -------------------- | ---------------- | ---------------- | ---------------- | ---------------- | ---------------- | ---------------- | ---------------- | ---------------- | ---------------- | ---------------- | ---------------- | -------------- | -------------- | -------------- | -------------- | -------------- | -------------- | -------------- | -------------- | -------------- | -------------- | -------------- |
| 2018/19                                                                                  | Нортерн Аризона Санз | 6                | 6                | 35,6             | 40,4             | 26,7             | 75,0             | 6,8              | 6,5              | 1,7              | 0,7              | 18,5             | Не участвовал  | Не участвовал  | Не участвовал  | Не участвовал  | Не участвовал  | Не участвовал  | Не участвовал  | Не участвовал  | Не участвовал  | Не участвовал  | Не участвовал  |
| 2019/20                                                                                  | Мемфис Хастл         | 2                | 2                | 24,3             | 48,1             | 50,0             | 75,0             | 7,0              | 5,5              | 0,5              | 1,5              | 17,0             | Не участвовал  | Не участвовал  | Не участвовал  | Не участвовал  | Не участвовал  | Не участвовал  | Не участвовал  | Не участвовал  | Не участвовал  | Не участвовал  | Не участвовал  |
|                                                                                          | Всего                | 8                | 8                | 32,7             | 42,0             | 30,9             | 75,0             | 6,9              | 6,3              | 1,4              | 0,9              | 18,1             | Не участвовал  | Не участвовал  | Не участвовал  | Не участвовал  | Не участвовал  | Не участвовал  | Не участвовал  | Не участвовал  | Не участвовал  | Не участвовал  | Не участвовал  |
| Наведите курсор мыши на аббревиатуры в заголовке таблицы, чтобы прочесть их расшифровку. |                      |                  |                  |                  |                  |                  |                  |                  |                  |                  |                  |                  |                |                |                |                |                |                |                |                |                |                |                |

### Статистика в NCAA
| Сезон | Команда | Conf   | Class | GP | GS | MPG  | FG%  | 3P%  | FT%  | RPG | APG | SPG | BPG | PPG |
| --- | ------- | ------ | ----- | -- | -- | ---- | ---- | ---- | ---- | --- | --- | --- | --- | --- |
| 2016/17 | УСК     | Pac-12 | FR    | 36 | 25 | 27,0 | 43,7 | 28,4 | 70,6 | 4,7 | 3,5 | 1,9 | 1,0 | 8,3 |
| Всего | Всего   | Всего  | Всего | 36 | 25 | 27,0 | 43,7 | 28,4 | 70,6 | 4,7 | 3,5 | 1,9 | 1,0 | 8,3 |
| Наведите курсор мыши на аббревиатуры в заголовке таблицы, чтобы прочесть их расшифровку Статистика приведена с сайта sports-reference.com |         |        |       |    |    |      |      |      |      |     |     |     |     |     |